# Crypsithyris
Crypsithyris is een geslacht van vlinders van de familie echte motten (Tineidae), uit de onderfamilie Tineinae.

## Soorten
- C. abstrusa Meyrick, 1917
- C. auriala (Gozmány, 1967)
- C. auriculata Meyrick, 1917
- C. cerodectis Meyrick, 1921
- C. concolorella (Walker, 1863)
- C. crococoma Meyrick, 1934
- C. chrysippa Meyrick, 1917
- C. enixa Meyrick, 1921
- C. epachyrota Meyrick, 1917
- C. falcovalva Bland, 1976
- C. fissella (Walker, 1863)
- C. fuscicoma Meyrick, 1937
- C. hemiphracta Meyrick, 1926
- C. hoenei Petersen & Gaedike, 1993
- C. hypnota Meyrick, 1907
- C. illaetabilis Turner, 1926
- C. insolita Meyrick, 1918
- C. japonica Petersen & Gaedike, 1993
- C. liaropa Meyrick, 1924
- C. longicornis (Stainton, 1859)
- C. melosema Meyrick, 1917
- C. mesodyas Meyrick, 1907

- C. miranda (Gozmány, 1966)
- C. orchas Meyrick, 1907
- C. pheretropa Meyrick, 1931
- C. psolocoma Meyrick, 1931
- C. ruwenzorica (Gozmány, 1966)
- C. sciophracta Meyrick, 1927
- C. soporata Meyrick, 1911
- C. spectatrix Meyrick, 1911
- C. spelaea Meyrick, 1908
- C. spissa Meyrick, 1918
- C. stenovalva (Gozmány, 1965)
- C. symphyrta Meyrick, 1921
- C. synolca Meyrick, 1917
- C. thamnomyphila Boudinot, 1985
- C. zymota Meyrick, 1917